# Billy Diamond
William „Billy“ Diamond (* 5. Oktober 1916 in New Orleans; † 20. Oktober 2011 in Los Angeles) war ein amerikanischer R&B-Bassist, der vor allem als früher Förderer, Live-Bassist und Roadmanager von Fats Domino bekannt wurde.
Diamond bekam 1930 von Louis Armstrong eine Trompete geschenkt, entschied sich aber für den Bass. Nach dem Krieg, während dessen er als Lastwagenfahrer in Camp Poche arbeitete, war die New Orleanser Musikszene von kreolischen Musikern dominiert, die Dixieland und Marschmusik spielten. Erst Dave Bartholomew öffnete die Tür für den schwarzen Rhythm and Blues. Daran orientierte sich Diamond, als er mit dem Pianisten Johnny Fernandez und dem Gitarristen Rupert Roberts das „Mellow Riff Trio“ gründete, mit dem er in Clubs und im lokalen Radioprogramm spielte.
1947 gründete Diamond die Band „The Solid Senders“ (nicht zu verwechseln mit der Band von Roy Milton) mit Frank Parker am Schlagzeug, Harrison Verret an der Gitarre und Antoine Domino am Klavier. Da Antoine ähnlich talentiert und korpulent wie Fats Waller und Fats Pichon war, gab Diamond ihm den Spitznamen „Fats Domino“. Diamond ließ Domino neben Little Sonny Jones in seiner Band singen und legte ihm nahe, sich an Paul Gayton zu orientieren. Im Hide Away Club entdeckte Dave Bartholomew den Pianisten der Band und gab ihm einen Vertrag mit Imperial Records. Die anschließenden Welterfolge nahm Domino aber zumeist nicht mit den Solid Senders, sondern mit der Studio Band auf, so dass Frank Fields statt Diamond die Bassparts spielte.
Diamond blieb aber Dominos Live-Bassist und spielte 1952 auf Going Home Tomorrow, als Bartholomew Imperial zwischenzeitlich verlassen hatte, und auf jenen Aufnahmen, die auf Tournee entstanden wie Blueberry Hill und Blue Monday. Bei zunehmendem Erfolg Dominos übernahm Diamond auch die Aufgabe des Tourmanagers, eine Aufgabe, die er nach und nach auf Kosten seines musikalischen Beitrags ausweitete. 1962 pausierte Domino und Diamond übernahm die musikalische Leitung des 5-4 Ballrooms in Los Angeles, wo er die R&B-Größen der Westküste wie Johnny Otis, Big Mama Thornton, Guitar Shorty, Philip Walker und T-Bone Walker betreute. 1969 schloss der Klub.
Billy Diamond heiratete Josephine Shirley Johnson am 3. April 1960. Der Song Josephine von Fats Domino wurde über sie geschrieben. Die beiden bekamen zwei Töchter, Tricia (* 12. April 1966), Tänzerin und Musikhistorikerin, und Tracie (* 5. Dezember 1967), ehemalige Radio-Talkshow-Moderatorin.
Diamond betreute außerdem mehrere bedeutende Künstler, darunter Shirley & Lee, Smiley Lewis und Shirley & Jessie.
Danach promotete Diamond mit Hilfe seiner vielen Kontakte erfolgreich für verschiedenen Plattenfirmen. Er starb 2011 mit 95 Jahren in Los Angeles.